# Nika Karabatić
Nika Karabatić, född oktober 2006, är en kroatisk taekwondoutövare. 

## Karriär
I november 2021 tog Karabatić guld i 52 kg-klassen vid junior-EM i Sarajevo efter att ha besegrat franska Iris Ducos i finalen. I augusti 2022 tog hon brons i 55 kg-klassen vid junior-VM i Sofia. Följande månad tog Karabatić guld i 53 kg-klassen vid U21-EM i Tirana. I augusti 2023 tog hon guld i 55 kg-klassen vid junior-EM i Tallinn, vilket var hennes andra guld i junior-EM.
I maj 2024 tog Karabatić guld i 57 kg-klassen vid EM i Belgrad efter att ha besegrat brittiska Jade Jones i finalen.